# スクイーズ
スクイーズ（英語: squeeze）とは画面アスペクト比が横長の映像を横幅の狭い伝送系（放送チャンネル、記録メディアなど）で送るために映像を横方向に縮小すること、またはその縮小された状態の映像である。
受信側でスクイーズとは逆の比率で横方向に拡大することで、本来の画面サイズになる。
スクイーズとは、英語で「押しつぶす」の意味。記録時（放送時）に元の映像を横方向に押し縮めることから用いられている。ときに誤解されるが、受信側で「上下に縮める」という意味ではない。

## 概要
一般的にはDVDビデオやSD-VTRなどの、SD映像 (480i、576i) で用いられ画面比率16:9と4:3の間で使われる。映画フィルムへの映像記録技術であるアナモルフィック・レンズ方式が元になっているのでアメリカでは縮小して拡大する方法全体を「アナモ方式」、または「アナモフィック方式」と呼ぶ。日本では全体を「スクイーズ方式」と呼ぶほか縮小記録を「スクイーズ」、拡大表示することを「エキスパンド」と呼び分けている場合もある。
従来の映像信号はNTSC準拠のアナログ信号であり画面比サイズは4:3が基準なので、レターボックスと同様にハイビジョン制作番組 (HDTV) や映画作品などのワイド画面向けに制作された映像ソースをSD映像の16:9ワイド画面サイズ用として提供する手段の一つである。16:9サイズのものを水平方向に4:3サイズに収まるように縮小したものを再生時に圧縮と同じ比率で横方向に拡大するので、受信側に十分な解像度があればレターボックスより高い縦解像度が得られる。
通常は、480i・576i映像信号フォーマットに対して16:9のアスペクト比情報を伝える事で識別信号としている。映像機器からアナログ映像信号で外部出力する場合はS1対応以上のS端子、D端子が必用となる。アスペクト比の伝送に対応していない場合にはID-1信号（映像信号の隙間に検出信号を入れ込む）でワイド識別信号を送る方法もある。この方法を用いればコンポジット接続でもワイド信号を伝える事が可能となっている。
以上はあくまでアナログ信号やSD映像信号フォーマット上の話で本来デジタル信号の場合は画素の形の変化で対応するので、伝送系に依存するスクイーズという概念がないので注意が必要である。

## 実際の使用例

### テレビ放送
デジタル放送に使用されている放送信号であるMPEG2-TS内には映像信号としてはHDTV用の縦解像度1080とSDTV用の縦解像度480があり、480はさらにアスペクト比が16:9と4:3に分かれている。ただし、16:9の映像データは4:3と同じ「720×480」の画素数である。そのため16:9のワイド画面用の映像ソースは最初から4:3画面サイズ向けを考慮したレターボックス形式のものと、ワイド画面用に表示時に横方面に拡大することを前提にしたスクイーズ形式で記録されたものがある。後者では実際にNHKデジタル教育テレビ（SD画質伝送時のみ）・スカパー!（約半数のチャンネル）で採用している。2011年3月31日まではデジタルBS1、デジタルBS2でも後者の方式を採用していた。
この形態の放送番組を4:3テレビで見た場合は、チューナーやテレビ側の機能や設定により以下のように分かれる。
1. 表示モードの変更に対応していない場合：縦長表示
2. 表示モードの変更に対応している場合（自動・手動を問わず）：レターボックス形式もしくはV圧縮（稀にワイド画面の左右両端をカットして表示するパンスキャンという表示方法を持つものもある）

デジタル放送はSD番組のほか、HD放送も行なわれている。地上デジタル放送ではハイビジョン映像のフルスペックである1920×1080の映像信号を放送するには帯域容量に余裕がないため、映像信号レートを高く出来ない事情がある。そのため地上デジタル放送は1440×1080の映像フォーマットによる放送信号送出で行なわれているがこの映像フォーマットはもともと最初から横長な画素であるため、スクイーズとは言わない。BSデジタル放送では地上デジタル放送に比べて1つのチャンネル当たりの割り当て帯域が大きいため地上デジタル放送とは異なり、多くのチャンネルでフルスペックのハイビジョン放送が行なわれている。
アナログ放送でもワイドを識別する信号を重畳しているため、アナログのワイドテレビで16:9の視聴が可能である。

### DVDビデオ
レターボックス方式とスクイーズ方式の併用になっている。

### ゲーム機
PlayStation 2
一部ソフトが16:9に対応している。
Wii
16:9出力は、SD解像度ベースのスクイーズ方式となっている。